# Kabinet-Vranitzky I
De Oostenrijkse Bondsregering-Vranitzky I was van 16 juni 1986 tot 21 januari 1987 (v.a. 25 november reeds demissionair) kortstondig aan de macht. Het was een coalitiekabinet bestaande uit de Sozialistische Partei Österreichs (SPÖ) en de Freiheitliche Partei Österreichs (FPÖ).
Franz Vranitzky (SPÖ) volgde op 16 juni 1986 zijn partijgenoot Fred Sinowatz op als bondskanselier. Hij nam de volledige bondsregering van zijn voorganger over en behalve een wisseling van premier vonden er geen mutaties plaats.
De verkiezing van de rechts-nationalistische Jörg Haider tot partijleider van de FPÖ in september 1986 luidde het einde in van de samenwerking tussen de regeringspartijen. Geen van beide partijen voelde nog wat voor een voortzetting van de coalitie waarna er op 23 november 1986 nieuwe parlementsverkiezingen werden gehouden. Bij die verkiezingen werd de SPÖ door de kiezers afgestraft, maar bleef wel de grootste partij in de Nationale Raad omdat de belangrijkste oppositiepartij, de christendemocratische Österreichische Volkspartei (ÖVP) ook een nederlaag leed. De daaropvolgende maanden vonden er onderhandelingen plaats tussen SPÖ en ÖVP over een nieuw kabinet onder leiding van Vranitzky. Tot die tijd bleef de bondsregering-Vranitzky als demissionair kabinet aan.

## Kabinet–Vranitzky I (1986–1987)
| Ambtsbekleder                  | Ambtsbekleder             | Ambtsbekleder                          | Functie(s)                                | Ambtstermijn      | Ambtstermijn     | Partij(en) |
| ------------------------------ | ------------------------- | -------------------------------------- | ----------------------------------------- | ----------------- | ---------------- | ---------- |
|                                | Franz Vranitzky           | Franz Vranitzky (1937)                 | Bondskanselier                            | 16 juni 1986      | 28 januari 1997  | SPÖ        |
|                                |                           | Norbert Steger (1944)                  | Vicekanselier                             | 23 mei 1983       | 20 januari 1987  | FPÖ        |
| Minister van Economische Zaken |                           | Norbert Steger (1944)                  |                                           | 23 mei 1983       | 20 januari 1987  | FPÖ        |
|                                | Karl Blecha               | Karl Blecha (1933)                     | Minister van Binnenlandse Zaken           | 23 mei 1983       | 1 februari 1989  | SPÖ        |
|                                |                           | Peter Jankovitsj (1933)                | Minister van Buitenlandse Zaken           | 16 juni 1986      | 20 januari 1987  | SPÖ        |
|                                | Ferdinand Lacina          | Ferdinand Lacina (1942)                | Minister van Financiën                    | 16 juni 1986      | 5 april 1995     | SPÖ        |
|                                | Harald Ofner              | Harald Ofner (1932)                    | Minister van Justitie                     | 23 mei 1983       | 20 januari 1987  | FPÖ        |
|                                |                           | Helmut Krünes (1941)                   | Minister van Defensie                     | 16 mei 1986       | 20 januari 1987  | FPÖ        |
|                                | Franz Kreuzer             | Franz Kreuzer (1929–2015)              | Minister van Volksgezondheid              | 18 december 1985  | 20 januari 1987  | SPÖ        |
|                                |                           | Alfred Dallinger (1926–1989)           | Minister van Sociale Zaken                | 10 oktober 1980   | 23 februari 1989 | SPÖ        |
|                                |                           | Herbert Moritz (1927–2018)             | Minister van Onderwijs                    | 10 september 1984 | 20 januari 1987  | SPÖ        |
|                                | Rudolf Streicher          | Rudolf Streicher (1939)                | Minister van Transport                    | 16 juni 1986      | 2 april 1992     | SPÖ        |
|                                |                           | Heinrich Übleis (1933–2013)            | Minister van Bouw en Constructie          | 1 maart 1985      | 20 januari 1987  | SPÖ        |
|                                |                           | Erich Schmidt (1943–2019)              | Minister van Landbouw                     | 16 juni 1986      | 20 januari 1987  | SPÖ        |
|                                | Gertrude Fröhlich-Sandner | Gertrude Fröhlich- Sandner (1928–2008) | Minister voor Jeugd, Gezin en Consumenten | 10 september 1984 | 20 januari 1987  | SPÖ        |
|                                | Heinz Fischer             | Heinz Fischer (1938)                   | Minister voor Wetenschap en Onderzoek     | 23 mei 1983       | 20 januari 1987  | SPÖ        |
|                                |                           | Franz Löschnak (1940)                  | Minister zonder portefeuille              | 18 december 1985  | 20 januari 1987  | SPÖ        |

Renner · Figl I · Figl II · Figl III · Raab I · Raab II · Raab III · Raab IV · Gorbach I · Gorbach II · Klaus I · Klaus II · Kreisky I · Kreisky II · Kreisky III · Kreisky IV · Sinowatz · Vranitzky I · Vranitzky I · Vranitzky III · Vranitzky IV · Vranitzky V · Klima · Schüssel I · Schüssel II · Gusenbauer · Faymann I · Faymann II · Kern · Kurz I · Bierlein · Kurz II · Schallenberg · Nehammer · Stocker